# Písníky Pod Ornstovými jezery
Písníky pod Ornstovými jezery jsou soustavou dvou vodních ploch o rozloze 1,25 ha jezero I a 3,15 ha jezero II (měřeno ve směru od letiště) vzniklých po těžbě štěrkopísku ukončené v polovině 20. století. Nacházejí se asi 1 km severně od centra obce Věkoše a jsou využívána jako mimopstruhový rybářský revír.

## Galerie

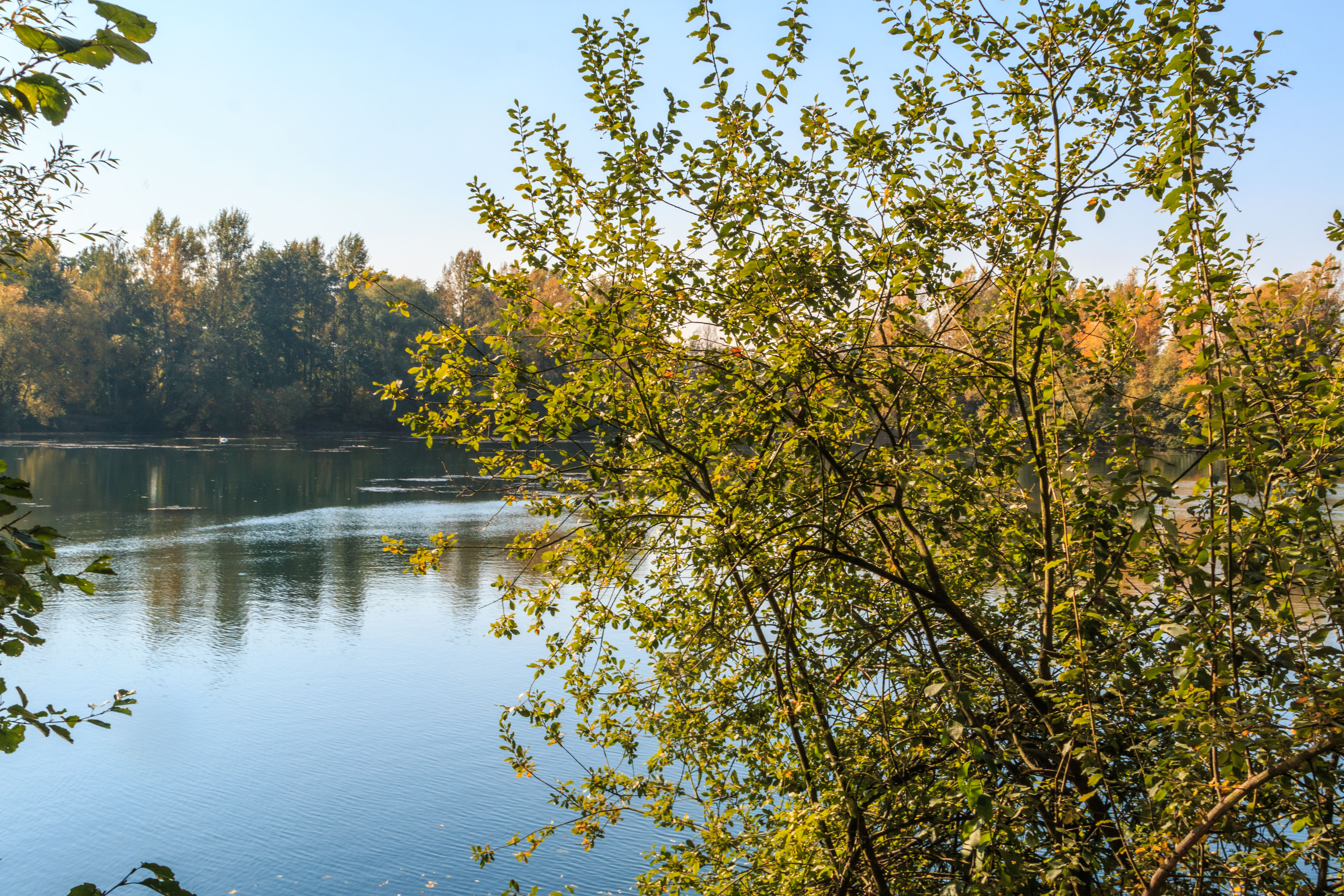
pohled na Písníky pod Ornstovými jezery - jezero II
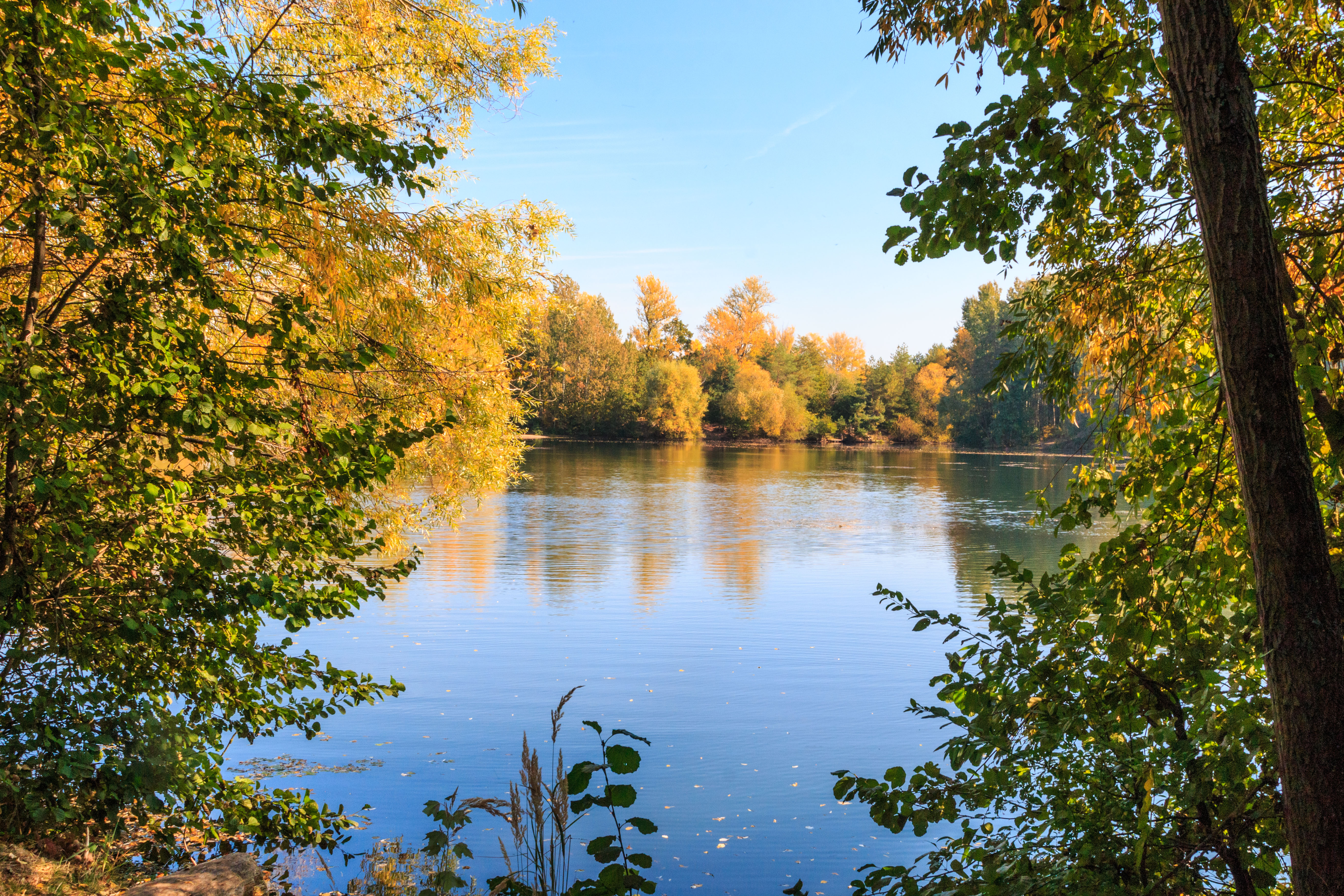
pohled na Písníky pod Ornstovými jezery - jezero II
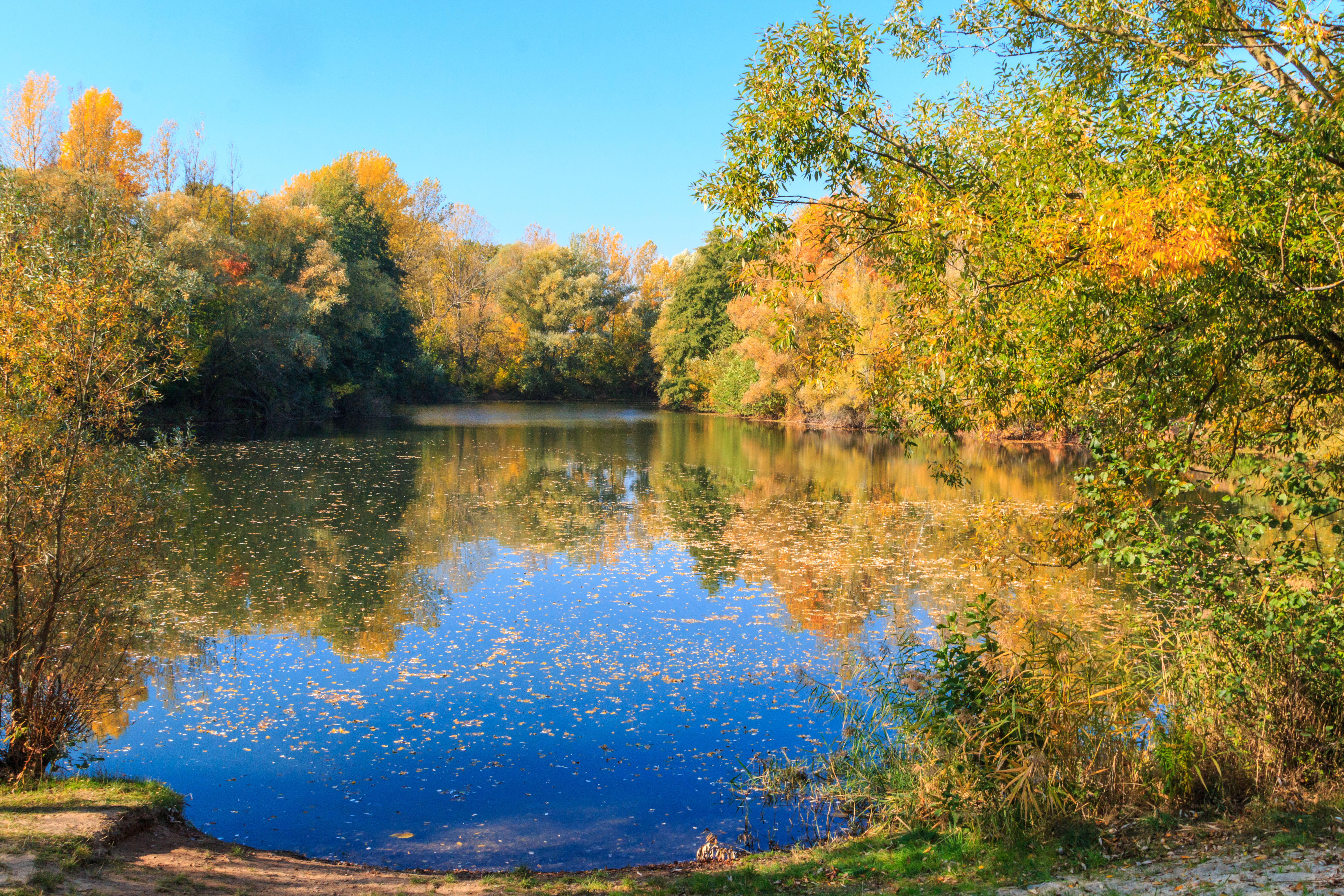
pohled na Písníky pod Ornstovými jezery - jezero I
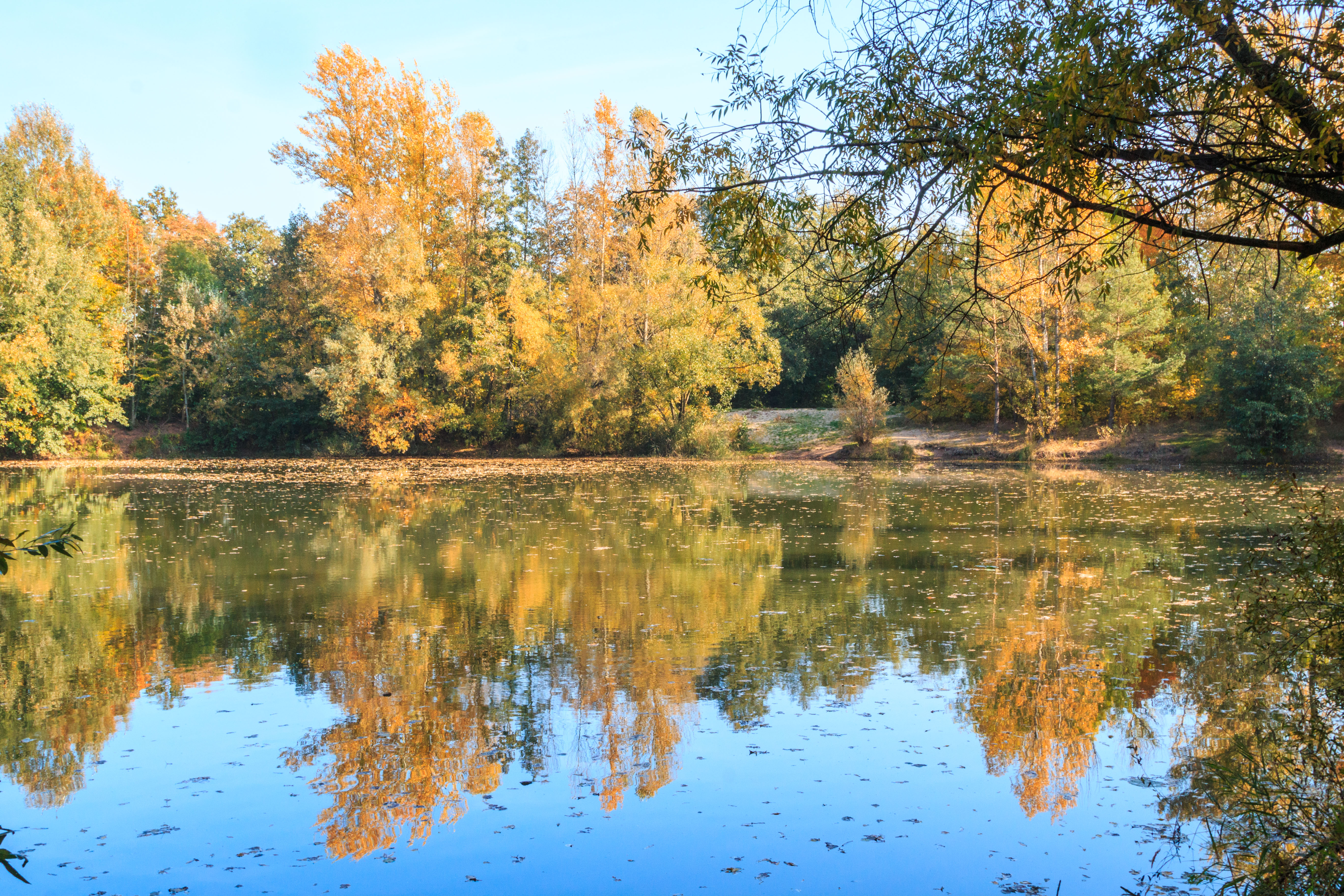
pohled na Písníky pod Ornstovými jezery - jezero I